# Яцьківська сільська рада (Васильківський район)
| Яцьківська сільська рада — орган місцевого самоврядування у Васильківському районі Київської області з адміністративним центром у с. Яцьки. Сільській раді підпорядковані населені пункти: - с. Яцьки |

## Склад ради
Рада складається з 14 депутатів та голови.

### Керівний склад ради
| ПІБ                         | Основні відомості                                                 | Дата обрання | Дата звільнення |
| --------------------------- | ----------------------------------------------------------------- | ------------ | --------------- |
| Маленко Павло Васильович    | Сільський голова, 1954 року народження, освіта, безпартійний      | 26.03.2006   | 31.10.2010      |
| Порохня Анатолій Михайлович | Сільський голова, 1954 року народження, освіта вища, безпартійний | 31.10.2010   |                 |

Примітка: таблиця складена за даними джерела